# Zdeněk Šrotýř
Zdeněk Šrotýř (7. listopadu 1928 Olšany – 22. února 2007 Kralupy nad Vltavou) byl český fotbalový útočník.

## Hráčská kariéra
V československé lize hrál za SONP Kladno, vstřelil jednu prvoligovou branku.

### Prvoligová bilance
| Ročník         | Zápasy | Góly | Minuty | Klub            |
| -------------- | ------ | ---- | ------ | --------------- |
| I. liga 1949   | –      | 1    | –      | ZSJ SONP Kladno |
| CELKEM I. LIGA | –      | 1    | –      |                 |